# چارلز هوتری (بازیگر زاده ۱۹۱۴)
چارلز هوتری (انگلیسی: Charles Hawtrey؛ ‏ ۳۰ نوامبر ۱۹۱۴ – ۲۷ اکتبر ۱۹۸۸) بازیگر و کمدین اهل بریتانیا بود. وی بین سال‌های ۱۹۲۲ تا ۱۹۸۸ میلادی فعالیت می‌کرد.
از فیلم‌هایی که وی در آن نقش داشته است، می‌توان به دردسر در فروشگاه، ادامه بده، مرد لحظه‌ها، یک داستان کنتربری و خرابکاری اشاره کرد.